# Fasci di Azione Rivoluzionaria
Les Fasci di Azione Rivoluzionaria (Faisceaux d'Action Révolutionnaire) ou FAR étaient un mouvement politique néo-fasciste officiellement fondé à l'automne 1946 (mais déjà actif depuis 1945 ) et dissous en 1947; le nom, attribué à tort au groupe Legione Nera   par les enquêteurs, est revenu au début des années 1950. Les FAR ont mené leurs actions de démonstration principalement dans les villes de Rome et de Milan.

## Histoire
Les FAR étaient une organisation composée de plusieurs groupes néo-fascistes, principalement de jeunes vétérans de la République sociale italienne, qui étaient encadrés par une structure paramilitaire ("l'armée clandestine anticommuniste", devenue plus tard "l'armée nationale anticommuniste"), qui était responsable de certaines attaques de démonstration dans la seconde moitié des années 1940. Le fondateur des FAR était Pino Romualdi, dans le but de réunir les nombreux groupes nés dans de nombreuses régions d'Italie. Les dirigeants étaient Cesco Giulio Baghino, Clemente Graziani, Francesco Petronio, Roberto Mieville.
L’organisation avait une véritable structure de parti, le répertoire, et l’entrée dans le groupe avait été assermentée au cours d’une cérémonie. La création des FAR a établi qu'ils pourraient faire partie des Fasci :
1. Ceux qui "ont servi dignement dans le PFR, dans les forces armées ou dans les bureaux de l'État de la RSI" ;
2. Tous les citoyens "à condition qu'ils ne soient pas de la race israélite et ne sont pas des membres de la franc-maçonnerie et qui n'ont pas coopéré matériellement ou moralement avec l'ennemi".

Au moment du serment, qui se déroulait devant une table recouverte du drapeau tricolore à l'effigie de Benito Mussolini et d'un poignard légionnaire placé sur la couleur blanche du drapeau, quiconque souhaitait se joindre devait prendre un nom de bataille, généralement celui d'un déchu. La première action démonstrative eut lieu à Rome dans la soirée du 27 octobre 1946: un groupe de fascistes escalada la tour de la Milizie, via 4 novembre, et un fanion noir apparut.
L'action la plus spectaculaire menée par les FAR a eu lieu le premier anniversaire de la mort du Duce, le 28 avril 1946. Une messe eut lieu dans l'église des Sept Saints Fondateurs à Rome. Dans la nuit du 30 avril, un commando armé de pistolets et de grenades à main a fait irruption dans la station de radio Rome III de Monte Mario et, bâillonné les deux techniciens, a connecté le câble de transmission avec la chanson Giovinezza à un phonographe. La même nuit, deux bombes ont été lancées devant le siège du Parti communiste italien, puis une autre devant le siège du quotidien L'Avanti.
La dernière action revendiquée remonte au 12 juin 1947, à Milan: les FAR placèrent une boîte de gelée explosive devant la fédération PCI. Les FAR se sont dissouts en raison d'une scission interne en juillet 1947.

### Les nouveaux FAR ou la Legione Nera
Après une période de silence, l’acronyme FAR a été reconstitué vers le début des années 1950 par certains appartenant au courant dit païen et germanique de la première organisation. Entre autres: Pino Rauti, Clemente Graziani, Fausto Gianfranceschi, Enzo Erra, Franco Petronio, Cesare Pozzo, Mario Gionfrida, Nino Capotondi, Franco Dragoni, Alberto Ribacchi. Nombre d'entre eux étaient également membres du MSI et parlementaires de la République.
La première action de la nouvelle formation eut lieu le 12 mars 1951 à Rome: Clemente Graziani déposa une bombe au ministère des Affaires étrangères, tandis que Franco Drigoni lançait une bombe contre l'ambassade américaine. Le 24 mai 1951, de nombreuses arrestations ont eu lieu: Pino Rauti, Fausto Gianfranceschi, Clemente Graziani, Franco Petronio, Franco Dragoni et Flaminio Capotondi. Parmi les personnes arrêtées, le philosophe Julius Evola, considéré comme l'inspirateur du groupe. Le procès s'acheva le 20 novembre 1951: Clemente Graziani, Fausto Gianfranceschi et Franco Dragoni furent condamnés à un an et onze mois, dix autres étant condamnés à des peines mineures. Tous les autres ont été acquittés, parmi lesquels Evola, Rauti et Erra. À la fin du processus, l'historique des initiales « FAR » était définitivement clôturé.